# Episodi di Outlaw
La prima e unica stagione di Outlaw è composta da otto episodi, trasmessi dal canale televisivo statunitense NBC nell'autunno 2010. Il network canadese Global detiene tuttavia la prima visione del primo e degli ultimi quattro episodi, trasmessi un giorno in anticipo rispetto agli Stati Uniti. La serie venne cancellata quando erano stati trasmessi quattro degli otto episodi prodotti.
| nº | Titolo originale           | Titolo italiano | Prima TV originale | Prima TV Italia |
| -- | -------------------------- | --------------- | ------------------ | --------------- |
| 1  | Pilot                      |                 | 14 settembre 2010  |                 |
| 2  | In Re: Officer Daniel Hale |                 | 24 settembre 2010  |                 |
| 3  | In Re: Jessica Davis       |                 | 1º ottobre 2010    |                 |
| 4  | In Re: Curtis Farwell      |                 | 8 ottobre 2010     |                 |
| 5  | In Re: Tracy Vidalin       |                 | 15 ottobre 2010    |                 |
| 6  | In Re: Tyler Banks         |                 | 22 ottobre 2010    |                 |
| 7  | In Re: Kelvin Jones        |                 | 5 novembre 2010    |                 |
| 8  | In Re: Tony Mejia          |                 | 12 novembre 2010   |                 |

## Pilot
- Titolo originale: Pilot
- Diretto da: Terry George
- Scritto da: John Eisendrath

### Trama
- Ascolti USA: telespettatori 10 680 000[2]

## In Re: Officer Daniel Hale
- Titolo originale: In Re: Officer Daniel Hale
- Diretto da: Timothy Busfield
- Scritto da: Lukas Reiter

### Trama
- Ascolti USA: telespettatori 4 893 000[3]

## In Re: Jessica Davis
- Titolo originale: In Re: Jessica Davis
- Diretto da: Peter O'Fallon
- Scritto da: Stephanie Sengupta

### Trama
- Ascolti USA: telespettatori 4 720 000[4]

## In Re: Curtis Farwell
- Titolo originale: In Re: Curtis Farwell
- Diretto da: Marcos Siega
- Scritto da: John Eisendrath

### Trama
- Ascolti USA: telespettatori 4 096 000[5]